# Lamgaboh
Lamgaboh is een bestuurslaag in het regentschap Aceh Besar van de provincie Atjeh, Indonesië. Lamgaboh telt 676 inwoners (volkstelling 2010).